# Kia Retona

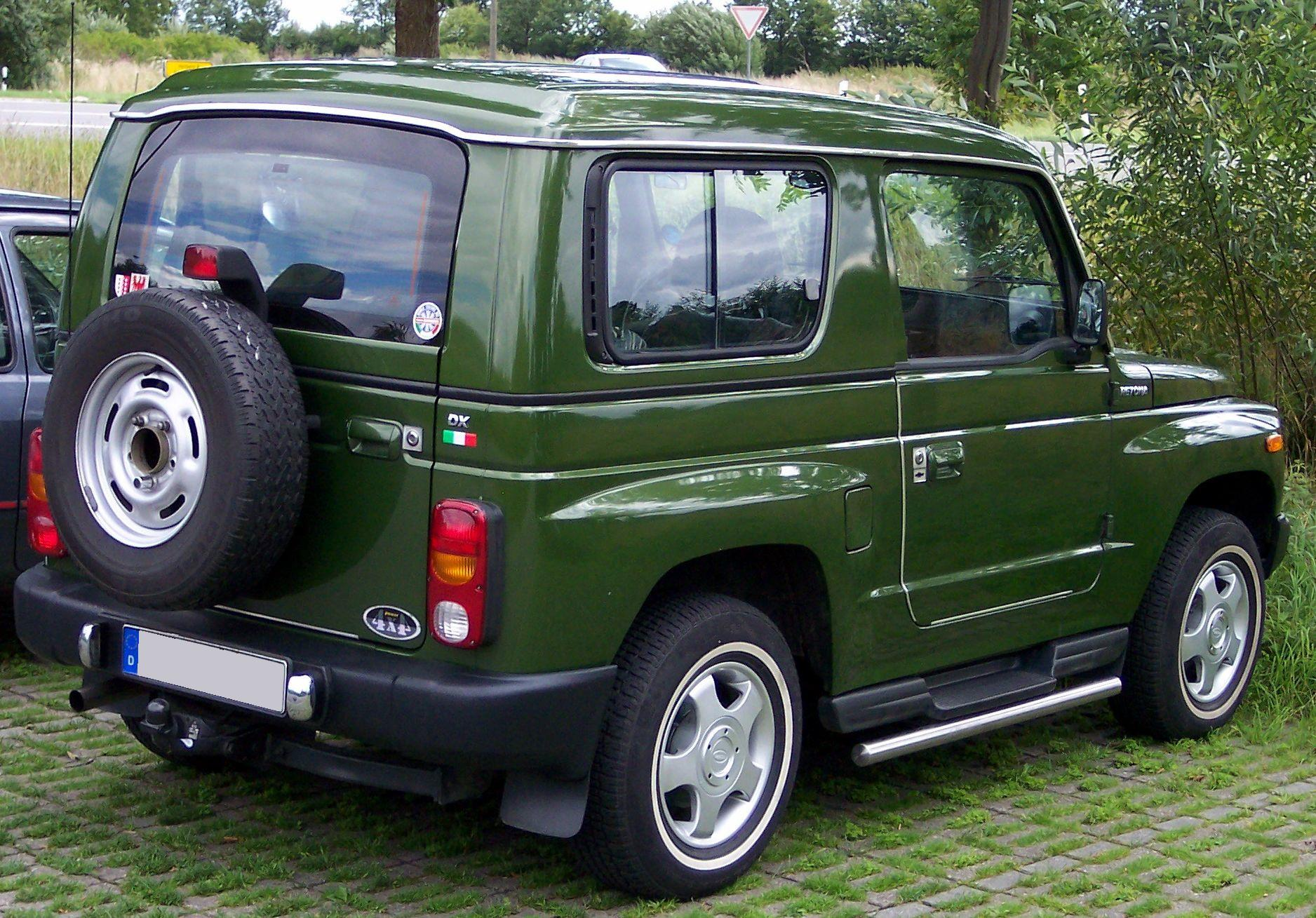

Kia Retona (сокр. від Return to Nature - повернення до природи) — трьохдверна цивільна версія військового позашляховика Kia KM420.
Розроблена фірмою Asia Motors, на деяких ринках продається як "Asia Retona". Використовується та ж сама платформа що й в Kia Sportage (перша генерація).
Kia Retona спроєктована за класичною схемою: рамна конструкція, жорстко підключається передня вісь, двоступінчаста роздавальна коробка з понижуючою передачею, залежна задня підвіска, із штанговим напрямним апаратом, амортизаторами і пружинами; не розрізний міст (опціонально може бути обладнаний диференціалом обмеженого прослизання (LSD)).

## Двигуни
- 2.0 л FE-DOHC I4 (Mazda) 137 к.с. 175 Нм
- 2.0 л RT turbodiesel I4 87 к.с. 195 Нм